# La Selve, Aveyron

La Selve este o comună în departamentul Aveyron din sudul Franței. În 1 ianuarie 2022 avea o populație de 583 de locuitori.